# Santiago Sánchez Sebastián
Santiago Sánchez Sebastián OAR (Cortes, 25 de julio de 1957) es un religioso católico, filósofo, teólogo y profesor español afincado en Brasil. 
Desde abril de 2016, es el nuevo Prelado de la Prelatura territorial de Lábrea.

## Biografía
Santiago nació el 25 de julio de 1957, en el municipio español de Cortes.
Estuvo estudiando Filosofía en el Seminario de San Nicolás en Fuenterrabía y Teología en el de Marcilla.

### Vida religiosa
Realizó su profesión solemne el 22 de agosto de 1976, en la Orden de Agustinos Recoletos.
Su ordenación sacerdotal fue el 26 de julio de 1980, a manos del arzobispo José María Cirarda.
Tras su ordenación inició su ministerio pastoral y ejerció durante estos años como: 
- Formador del Colegio San Agustín de Valladolid.
- Promotor vocacional de su orden.
- Formador del Seminario Menor Diocesano de Valladolid y en el de Lodosa.
- Maestro de novicios en Monteagudo.
- Profesor de religión en el Instituto de Educación Secundaria "Ies Pablo Sarasate".

Luego en 2006 marchó hacia Brasil para continuar con su labor, donde hasta 2012 fue formador, superior y párroco en la ciudad de Fortaleza y después pasó a ser Delegado de la provincia de San Nicolás de Tolentino y párroco de la Parroquia Solidaria  de Santa Rita de Casia en Manaus.

### Episcopado
El 13 de abril de 2016, el papa Francisco lo nombró obispo de la prelatura territorial de Lábrea.
Eligió como lema una frase del sermón 56, 5.7 de san Agustín, que refleja fielmente la idea motriz de su vida religiosa y sacerdotal: «Hágase en mí tu voluntad y que no me resista».
Fue consagrado el 5 de junio del mismo año, en la Catedral de Manaos, a manos del arzobispo Sérgio Eduardo Castriani C.S.Sp.